# Colotois nuda
Colotois nuda är en fjärilsart som beskrevs av Hepp 1932. Colotois nuda ingår i släktet Colotois och familjen mätare. Inga underarter finns listade i Catalogue of Life.